# Thottea muluensis
Thottea muluensis är en piprankeväxtart som beskrevs av Ding Hou. Thottea muluensis ingår i släktet Thottea och familjen piprankeväxter. Inga underarter finns listade i Catalogue of Life.